# Cheiracanthium eutittha
Cheiracanthium eutittha is een spinnensoort uit de familie Cheiracanthiidae.
De wetenschappelijke naam van de soort werd in 1906 gepubliceerd door Friedrich Wilhelm Bösenberg & Embrik Strand.
De spin komt voor in Taiwan, Japan en Korea.